# إروين كوري
إروين كوري (بالإنجليزية: Irwin Corey) هو ملاكم وممثل أمريكي، ولد في 29 يوليو 1914 في الولايات المتحدة، وتوفي بنفس المكان في 6 فبراير 2017.

## وصلات خارجية
- إروين كوري على موقع IMDb (الإنجليزية)
- إروين كوري على موقع الموسوعة البريطانية (الإنجليزية)
- إروين كوري على موقع روتن توميتوز (الإنجليزية)
- إروين كوري على موقع تيرنر كلاسيك موفيز (الإنجليزية)
- إروين كوري على موقع قاعدة بيانات برودواي على الإنترنت (الإنجليزية)
- إروين كوري على موقع قاعدة بيانات برودواي على الإنترنت (الإنجليزية)
- إروين كوري على موقع إن إن دي بي (الإنجليزية)
- إروين كوري على موقع قاعدة بيانات الفيلم (الإنجليزية)